# Ante Up
Ante Up (Robbin-Hoodz Theory) ist ein Lied der US-amerikanischen Rap-Crew M.O.P. aus deren vierten Studioalbum Warriorz. Die im Jahr 2000 veröffentlichte Single wird als ihr musikalischer Durchbruch angesehen. Auf dem zugehörigen Album befindet sich auch ein Remix mit den Rappern Busta Rhymes, Remy Ma und Teflon.
Im Jahr 2003 wurde das Lied von Javine Hylton für ihre Debütsingle „Real Things“ gesampelt.

## Hintergrund

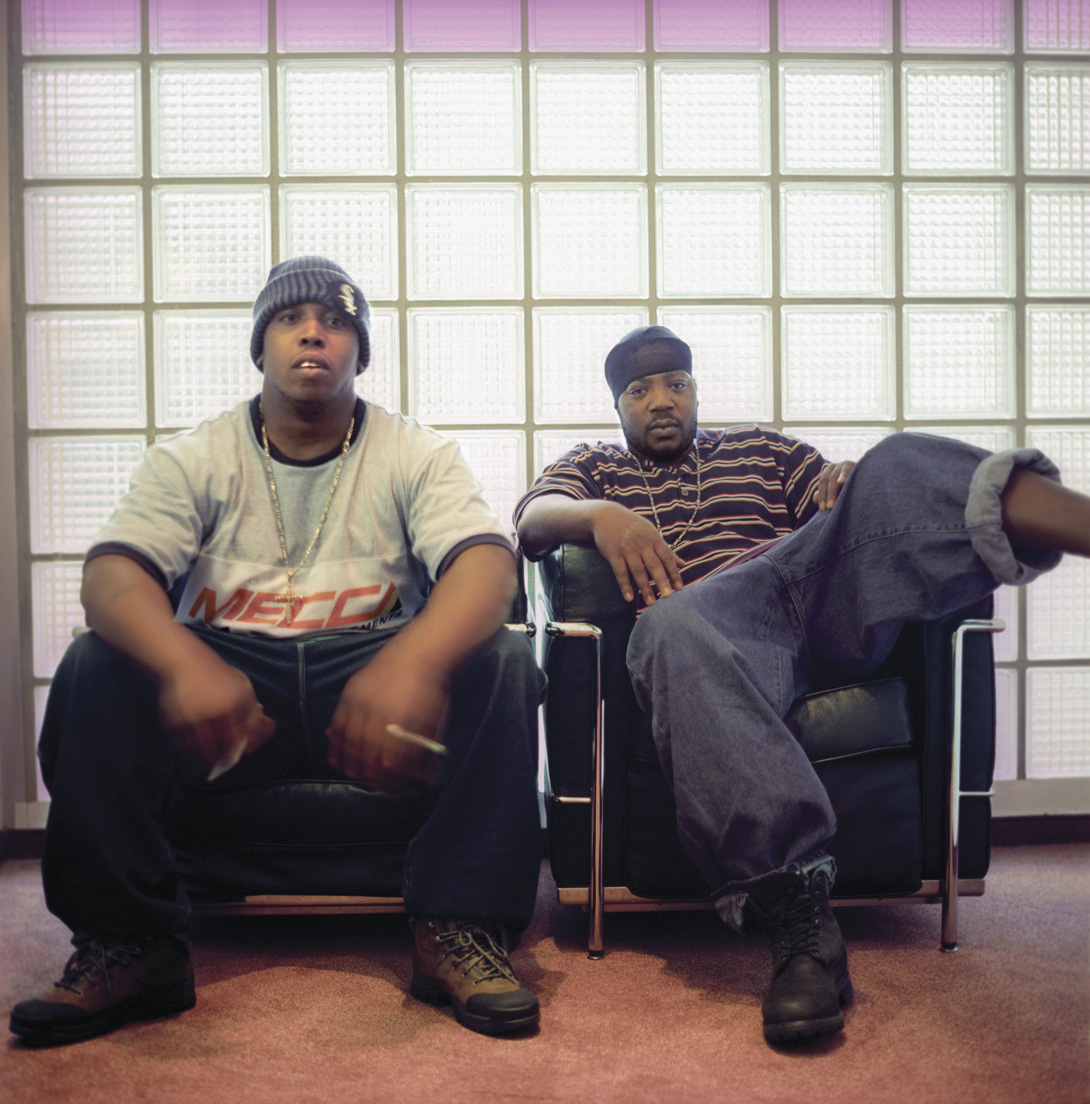
M.O.P. im Jahr 1999

In einem Interview äußerte sich eines der Crew-Mitglieder zur Interpretation des Titels wie folgt:

„Es ist ein Sprichwort von meiner Mutter, wo jedes Mal wenn jemand durch die Tür kommt, sie raushaut, 'Wo ist es? Ausspucken' Es ist aber eine Tatsache, dass wir es von der Straßenecke haben – es gab also zwei Bedeutungen der Platte. Es war zum Ausspucken, dass wir in diesem Game schon so lange waren, ihr Leute sehen konntet, wie wir die Bühne zerstörten, wie wir hart für die Aufnahmen der Major-Künstler arbeiteten und ihr wolltet uns immer noch nicht den Respekt und die Anerkennung geben, die wir verdienen.“

„It’s a saying that we got from my mother, every time someone comes through the door she’s like, ‘Where it’s at? Ante up.’ Just the fact that we took it from the street corner – there was two meaning to the record. It was ante up, we've been in this game too long you guys see how we demolish the stage, how we make short work of the main major artists when we get on their records and you still won't give us the props and the recognition that we deserve.“

## Musikvideo
Im offiziellen Musikvideo befinden sich die beiden Crew-Mitglieder auf der Bühne und rappen der Menge entgegen. Das Publikum jubelt ihnen zu. Es gibt Cameo-Auftritte von Gang Starr und Buckshot (bekannt aus Black Moon).

## Trivia
„Ante Up“ wurde nach der Veröffentlichung einer breiteren Öffentlichkeit bekannt und wurde in zahlreichen Filmen genutzt, darunter Die letzte Festung, Brown Sugar, Dickie Roberts: Kinderstar, der Tanzfilm Street Style und 30 Minuten oder weniger. Das Lied war auch in jeweils einer Episode der Serien Robbery Homicide Division, Brooklyn Nine-Nine (Folge „The Chopper“) und The Mindy Project („In the Club“) zu sehen.
Im Jahr 2014 wurde es in einer Werbung von O₂-Mobilfunktarifen in Großbritannien abgespielt.